# Pieksämäki
Pieksämäki [ˈpie̯ksæˌmæki] ist eine Stadt mit 17.077 Einwohnern (Stand 31. Dezember 2022) in Ostfinnland. Sie liegt rund 300 Kilometer nordöstlich der Hauptstadt Helsinki in der Seenplatte der Landschaft Savo.
Der Ort wurde 1930 unter dem Namen Pieksämä als Marktflecken selbständig. 1948 wurde der Marktflecken in Pieksänmäki umbenannt, seit 1962 besitzt der Ort die Stadtrechte. Das Umland der Stadt bildete die Landgemeinde Pieksämäki (Pieksämäen maalaiskunta), die 2004 mit den Gemeinden Jäppilä und Virtasalmi zur Gemeinde Pieksänmaa fusionierte. Zum 1. Januar 2007 vereinigten sich Pieksämäki und Pieksänmaa. Die neue Stadt trägt den Namen Pieksämäki und das Wappen der ehemaligen Gemeinde Pieksänmaa.
Pieksämäki ist einer der wichtigsten Verkehrsknotenpunkte Finnlands. Hier kreuzen sich die Nord-Süd-Verbindung von Kouvola nach Kontiomäki und die Ost-West-Achse von Jyväskylä nach Joensuu; zudem ist Pieksämäki Endbahnhof sowohl einer Bahnstrecke ins südostfinnische Parikkala als auch der Bahnstrecke Jyväskylä–Pieksämäki.
Die hölzerne Pfarrkirche von Pieksämäki wurde 1753 nach Plänen von A. Sorsa erbaut.

## Städtepartnerschaften
- Faaborg-Midtfyn Kommune, Dänemark
- Falkenberg, Schweden
- Gyöngyös, Ungarn
- Porsgrunn, Norwegen
- Schuja, Russland

## Söhne und Töchter der Stadt
- Senja Pusula (* 1941), Skilangläuferin
- Tommi Kovanen (* 1975), Eishockeyspieler
- Anna Auvinen (* 1987), Fußballspielerin
- Ari-Pekka Liukkonen (* 1989), Freistilschwimmer